# エスタディオ・フランシスコ・モンタネール
エスタディオ・フランシスコ・モンタネール（西: Estadio Francisco Montaner）は、プエルトリコのポンセにあるスタジアム。冬季野球リーグ「リーガ・デ・ベイスボル・プロフェシオナル・デ・プエルトリコ」が開催される11月から1月までは野球場として、それ以外の時期は陸上競技場として利用されている。
当球場の隣にはアウディトーリオ・フアン・パチン・ビセンスがあり、プエルトリコ・バスケットボールリーグ「リーガ・デ・バロンセスト・スペリオール・デ・プエルトリコ」のレオネス・デ・ポンセが本拠地にしている。